# 3145 Walter Adams
A 3145 Walter Adams (ideiglenes jelöléssel 1955 RY) a Naprendszer kisbolygóövében található aszteroida. Indianai Egyetem fedezte fel 1955. szeptember 14-én.